# Крутцы (Владимирская область)
Крутцы — деревня в Меленковском районе Владимирской области России, входит в состав Илькинского сельского поселения.

## География
Деревня расположена на берегу реки Унжа (приток Оки) в 5 км на север от центра поселения села Илькино и в 8 км на юг от райцентра города Меленки близ автодороги 17К-3 Нижний Новгород — Ряжск.

## История
В 1859 году в деревне Крутцы числилось 37 дворов.
В конце XIX — начале XX века деревня в составе Лехтовской волости Меленковского уезда. 
С 1929 года деревня входила в состав Лехтовского сельсовета Меленковского района, позднее — в составе Войновского сельсовета, с 2005 года — в составе Илькинского сельского поселения.

## Население
| 1859 | 1897 | 1926 |
| ---- | ---- | ---- |
| 377  | 532  | 747  |

| 1859 | 1897 | 1905 | 1926 | 2002 | 2010 | 2021 |
| ---- | ---- | ---- | ---- | ---- | ---- | ---- |
| 377  | ↗532 | ↗627 | ↗747 | ↘396 | ↘372 | ↘330 |

## Современное состояние
В деревне имеется дом культуры.